# Battaglia di Eltham's Landing
La battaglia di Eltham's Landing, anche nota come battaglia di Barhamsville, o West Point, ebbe luogo il 7 maggio 1862 nella contea di New Kent, nel corso della campagna peninsulare della guerra di secessione. Il generale William B. Franklin dell'esercito dell'Unione sbarcò a Eltham's Landing e venne attaccato da due brigate al comando del generale G. W. Smith, in ritorsione all'attacco, da parte dell'esercito Confederato sulla Barhamsville Road. Il movimento di Franklin avvenne mentre l'esercito Confederato stava lasciando le linee di Williamsburg, ma non riuscì a interferire con i movimenti delle truppe Confederate.

## Antefatto
Quando il generale dei Confederati Joseph E. Johnston ritirò in maniera inattesa le sue forze dalla Warwick Line alla battaglia di Yorktown la notte del 3 maggio, il generale dell'Unione George B. McClellan venne colto di sorpresa e non fu pronto ad organizzare un immediato inseguimento. Il 4 maggio, ordinò al comandante della cavalleria generale George Stoneman di inseguire la retroguardia di Johnston ed inviò circa metà dei suoi effettivi, dell'Army of the Potomac, assieme a Stoneman, sotto il comando del generale Edwin V. Sumner. Queste truppe combatterono l'inutile battaglia di Williamsburg il 5 maggio, dopo la quale i confederati continuarono a marciare verso nord-est in direzione di Richmond.
     Confederati
     Unione

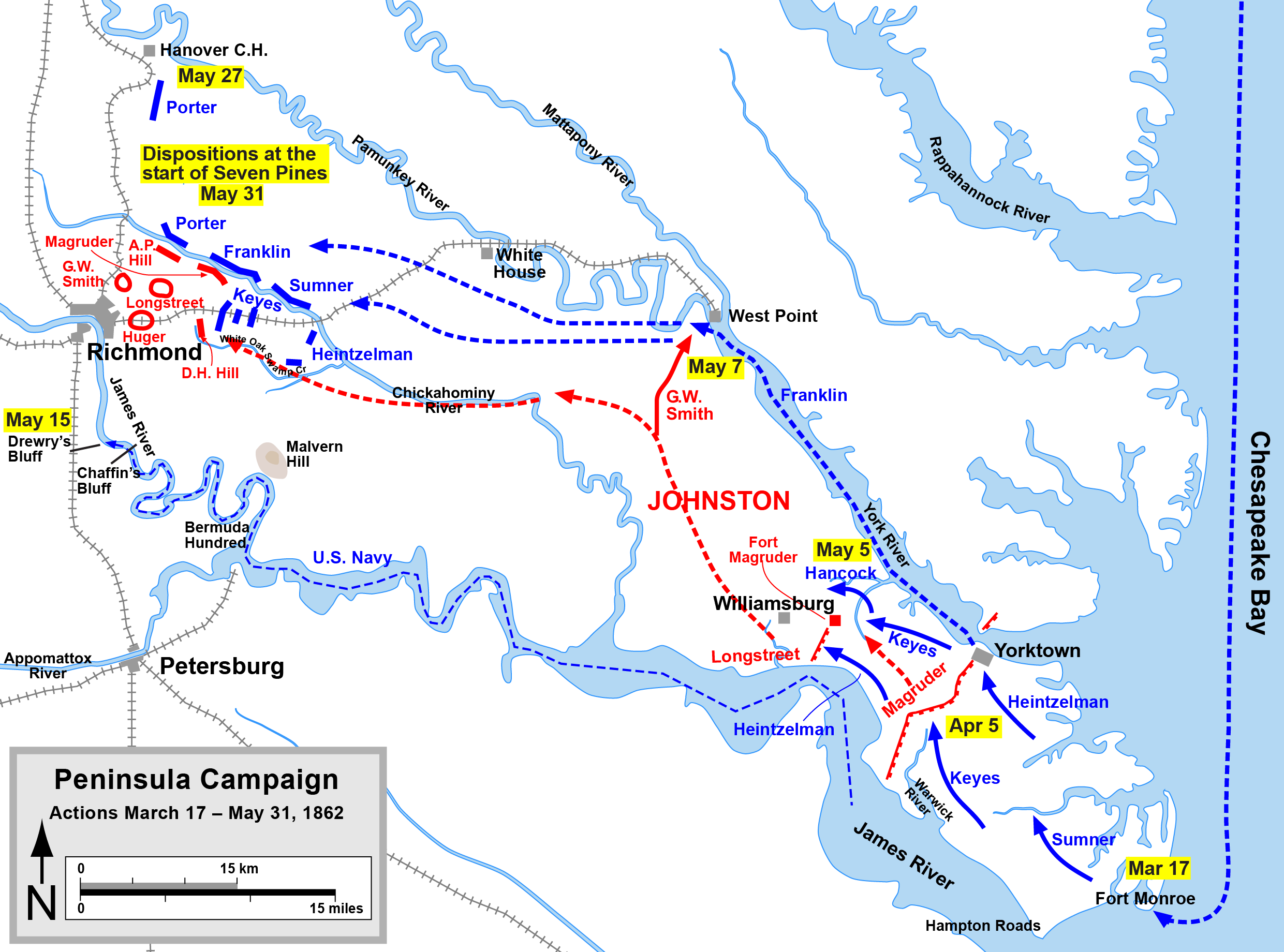
Campagna Peninsulare, mappa degli eventi della battaglia di Seven Pines.
Confederati
Unione

McClellan ordinò inoltre alla divisione del generale William B. Franklin, di imbarcarsi e risalire il fiume York nel tentativo di sbarcare in modo da bloccare la ritirata di Johnston. Ci vollero due giorni per le operazioni di imbarco di uomini ed equipaggiamenti, e Franklin non poté dare il suo contributo all'azione di Williamsburg. McClellan contava molto nel suo movimento di aggiramento, e progettava di spedire le altre divisioni (quelle di Fitz John Porter, John Sedgwick, e Israele B. Richardson) via fiume dopo la partenza di Franklin. La loro destinazione era Eltham's Landing sulla sponda meridionale del fiume Pamunkey, sbarcando a West Point, un porto sul fiume York che era il capolinea della linea ferroviaria Richmond e York River Railroad. Il porto era a circa 8 chilometri a sud della città di Barhamsville, dove l'intersezione chiave della strada per New Kent Court House, era stata raggiunta dall'esercito di Johnston nel pomeriggio del 6 maggio.
Gli uomini di Franklin giunsero a riva a mezzo di piccole imbarcazioni e venne costruita una banchina galleggiante lunga 350 metri alla quale attraccarono, barche, pontoni ed altri mezzi da sbarco per scaricare le artiglierie i carriaggi e le provviste. Il lavoro fu continuato a lume di torcia per tutta la notte ma i confederati se ne accorsero e costrinsero gli unionisti a combattere.

## Battaglia
Johnston ordinò al generale G. W. Smith di proteggere la strada per Barhamsville ed assegnò a Smith la divisione del generale William H. C. Whiting e la Hampton's Legion, comandata dal colonnello Wade Hampton. Il 7 maggio Franklin fece appostare la brigata del generale John Newton nel bosco dallo stesso lato della strada dello sbarco, supportata nelle retrovie da altre due brigate (generali Henry W. Slocum e Philip Kearny). La linea di digressione di Newton fu spinta posteriore dal generale John Bell Hood al comando della Texas Brigade, con Hampton alla sua destra. Hood pensò a possibili episodi di fuoco amico nei fitti boschi e ordinò di avanzare con le armi scariche. Incontrando, pochi metri avanti, un picchetto dell'Unione, Hood scrisse, "Un caporale del nemico sparò contro di me con il suo moschetto mentre ero in piedi davanti alla mia linea." Fortunatamente per Hood, il soldato John Deal del 4th Texas Infantry, aveva disobbedito all'ordine ed aveva caricato il suo fucile e sparò al caporale nemico prima che questi potesse a sua volta sparare.
Una seconda brigata seguì Hood alla sua sinistra, le truppe dell'Unione si ritrassero dal bosco verso la riva, mettendosi al coperto dal fuoco delle cannoniere Federali. Whiting impiegò il fuoco dell'artiglieria contro le cannoniere, ma i suoi cannoni avevano una gittata insufficiente, così smise di cannoneggiare alle 14. Le truppe dell'Unione ritornarono nel bosco dopo la partenza dei Confederati, ma non fecero ulteriori tentativi di avanzata.

## Risultati
La battaglia di Eltham's Landing fu poco più di una leggera schermaglia. Vi furono 194 morti nell'esercito dell'Unione e 48 fra i Confederati.
Franklin disse a McClellan, "Mi congratulo con me stesso di aver mantenuto la posizione." Nonostante l'azione fosse stata tatticamente inconcludente, Franklin perse un'opportunità di intercettare la ritirata dei Confederati da Williamsburg, consentendo loro di transitare in tranquillità.
Johnston fu lieto della coincidenza. In considerazione del successo i suoi uomini godettero nell'eseguire l'ordine "di sentire che il nemico era caduto di nuovo", egli chiese umoristicamente al generale Hood, "Cosa avrebbero fatto i suoi texani se avessi ordinato loro di caricare e ricacciare indietro il nemico?" Hood rispose, "io suppongo, generale, che li avrebbero ricacciati nel fiume, e tentato, a nuoto, di catturare le cannoniere."